# Johnny Archer
Johnny Lee Archer (* 12. November 1968 in Spring Hill, Florida) ist ein US-amerikanischer Poolbillardspieler.

## Karriere
Er gewann in den Jahren 1992 und 1997 die WPA-Weltmeisterschaft im 9-Ball und schaffte es auch 1998 noch einmal ins Finale, in dem er jedoch Kunihiko Takahashi unterlag. Insgesamt konnte er bisher über 60 Profiturniere in seiner Karriere gewinnen, darunter auch die US Open im 9-Ball im Jahre 1999. Im selben Jahr erreichte er mit dem Halbfinale sein bislang bestes Ergebnis beim World Pool Masters.
Außerdem vertrat er die USA bislang siebzehnmal beim Mosconi Cup, zuletzt im Jahre 2013. Sein Spitzname in der Billardszene ist The Scorpion.
2009 wurde er in die Hall of Fame des Billiard Congress of America aufgenommen.
Archer lebt derzeit in Acworth, Georgia zusammen mit seiner Frau Melanie und zwei Kindern.

## Titel (Auswahl)
- 2007 Joss Northeast Nine-ball Tour Classic VIII
- 2006 International Challenge of Champions
- 2007 Texas Hold 'Em Billiards Championship
- 2003 World Summit of Pool
- 2003 Brunswick Pro Players
- 1999 US Open (9-Ball)
- 1997 WPA 9-Ball-Weltmeister
- 1992 WPA 9-Ball-Weltmeister